# Netsky (album)
Netsky è l'album di debutto del produttore belga drum and bass Netsky. L'album presenta tracce drum and bass e presenta vari featuring vocali. È stato registrato ad inizio maggio, ovvero un mese prima della sua uscita (30 maggio 2010).

## Tracce
1. Escape (feat. MC Darrison) – 5:58 (testo: Boris Daenen, Daniel Harrison)
2. Iron Heart – 5:56 (testo: Daenen)
3. Moving With You (feat. Jenna G) – 5:15 (testo: Daenen, Jenna Gibbons)
4. Secret Agent – 5:35 (testo: Daenen)
5. Mellow (feat. Terri Pace) – 4:41 (testo: Daenen, Shahin Moshirian, Michael Simon, Stephen Browarczyk)
6. I Can't Hold It – 3:57 (testo: Daenen)
7. Storm Clouds – 5:42 (testo: Daenen)
8. Gravity – 4:29 (testo: Daenen)
9. Let's Leave Tomorrow (feat. Bev Lee Harling) – 4:35 (testo: Daenen, Beverley Harling)
10. Rise and Shine – 4:50 (testo: Daenen)
11. The Magic Russian Bottle – 4:48 (testo: Daenen)
12. Endless Search – 4:16 (testo: Daenen, Cybil Lynch, Sean Stafford Spencer, Gary C. Hudgins, Gary Ahrens, Thomas Davis)
13. Lost Without You – 5:18 (testo: Daenen)
14. Pirate Bay – 5:39 (testo: Daenen)
15. Porcelain – 4:34 – bonus track
16. Netsky (Continuous Album Mix) – 32:31 – esclusiva iTunes

## Classifiche
| Classifica (2010/2011) | Posizione massima |
| ---------------------- | ----------------- |
| Belgio (Fiandre)       | 24                |